# Kir2.3
Kir2.3 également connu sous le nom de canal potassique rectifiant entrant 4 est une protéine qui, chez l'homme, est codée par le gène KCNJ4 situé sur le chromosome 22 humain.

## Rôle
On sait qu'il existe plusieurs canaux potassiques impliqués dans les courants électriques circulant dans le système nerveux. Une classe est activée par la dépolarisation cellulaire tandis qu'une autre ne l'est pas. Cette dernière est appelée canal potassique rectifiant entrant et ils ont la propriété de pouvoir laisser pénétrer le potassium dans la cellule beaucoup plus facilement que d'en sortir. Cette asymétrie de conductance vis-à-vis des ions potassium joue un rôle clé dans l'excitabilité des cellules musculaires et des neurones. La protéine codée par ce gène est une protéine membranaire intégrale. La protéine codée a une faible conductance unitaire par rapport à d'autres membres de cette famille de protéines. Deux variantes de transcription codant la même protéine ont été trouvées pour ce gène.

## Interactions
On a montré que KCNJ4 interéagissait avec les protéines LIN7C,, LIN7B, DLG4,,, DLG1,, et CASK,.

## Pour approfondir
- (en) Y Kubo, JP Adelman et DE Clapham et al., « International Union of Pharmacology. LIV. Nomenclature and molecular relationships of inwardly rectifying potassium channels. », Pharmacol. Rev., vol. 57, no 4,‎ 2006, p. 509–526 (PMID 16382105, DOI 10.1124/pr.57.4.11)
- (en) MF Bonaldo, G Lennon et MB Soares, « Normalization and subtraction: two approaches to facilitate gene discovery. », Genome Res., vol. 6, no 9,‎ 1997, p. 791–806 (PMID 8889548, DOI 10.1101/gr.6.9.791)
- (en) C Töpert, F Döring et E Wischmeyer et al., « Kir2.4: a novel K+ inward rectifier channel associated with motoneurons of cranial nerve nuclei. », J. Neurosci., vol. 18, no 11,‎ 1998, p. 4096–4105 (PMID 9592090)
- (en) C Töpert, F Döring et C Derst et al., « Cloning, structure and assignment to chromosome 19q13 of the human Kir2.4 inwardly rectifying potassium channel gene (KCNJ14). », Mamm. Genome, vol. 11, no 3,‎ 2000, p. 247–249 (PMID 10723734, DOI 10.1007/s003350010047)
- (en) BA Hughes, G Kumar et Y Yuan et al., « Cloning and functional expression of human retinal kir2.4, a pH-sensitive inwardly rectifying K(+) channel. », Am. J. Physiol., Cell Physiol., vol. 279, no 3,‎ 2000, C771–784 (PMID 10942728)
- (en) T Nagase, R Kikuno et O Ohara, « Prediction of the coding sequences of unidentified human genes. XXII. The complete sequences of 50 new cDNA clones which code for large proteins. », DNA Res., vol. 8, no 6,‎ 2002, p. 319–327 (PMID 11853319, DOI 10.1093/dnares/8.6.319)
- (en) RL Strausberg, EA Feingold et LH Grouse et al., « Generation and initial analysis of more than 15,000 full-length human and mouse cDNA sequences. », Proc. Natl. Acad. Sci. U.S.A., vol. 99, no 26,‎ 2003, p. 16899–16903 (PMID 12477932, PMCID 139241, DOI 10.1073/pnas.242603899)
- (en) DS Gerhard, L Wagner et EA, Feingold et al., « The status, quality, and expansion of the NIH full-length cDNA project: the Mammalian Gene Collection (MGC). », Genome Res., vol. 14, no 10B,‎ 2004, p. 2121–2127 (PMID 15489334, PMCID 528928, DOI 10.1101/gr.2596504)
- (en) Y Fang, G Schram et VG, Romanenko et al., « Functional expression of Kir2.x in human aortic endothelial cells: the dominant role of Kir2.2. », Am. J. Physiol., Cell Physiol., vol. 289, no 5,‎ 2005, C1134–1144 (PMID 15958527, DOI 10.1152/ajpcell.00077.2005)
- (en) BP Tennant, Y Cui, A Tinker et LH Clapp, « Functional expression of inward rectifier potassium channels in cultured human pulmonary smooth muscle cells: evidence for a major role of Kir2.4 subunits. », J. Membr. Biol., vol. 213, no 1,‎ 2007, p. 19–29 (PMID 17347781, PMCID 1973150, DOI 10.1007/s00232-006-0037-y)